# Dimmockia incongrua
Dimmockia incongrua är en stekelart som först beskrevs av William Harris Ashmead 1898.  Dimmockia incongrua ingår i släktet Dimmockia och familjen finglanssteklar. Inga underarter finns listade i Catalogue of Life.